# 林洋港
林 洋港（りん ようこう、1927年〈昭和2年〉6月10日 - 2013年〈民国102年〉4月13日）は、中華民国の政治家。南投県長、台北市長、台湾省政府主席、内政部長、行政院副院長、司法院長などを歴任した。南投県出身の台湾本省人である。

## 生涯

### 生い立ち
1927年（昭和2年）6月10日、台中州新高郡魚池庄大字頭社（現：南投県魚池郷頭社村）にて誕生した。父方の祖先は福建省漳州からの移民である。父の林生伝と3人の伯父・叔父の家族は共同生活をしており、四合院に30数人の大家族が住んでいた。林洋港は4兄弟の子供14人の中で最年長であった。
1934年（昭和9年）、頭社公学校に入学し、放課後は牛の放牧や薪割り、畑の水やりなどの作業をする生活を送った。1940年（昭和15年）には公学校を首席で卒業し、内地に渡って東京府東京市神田区の昌平中学校に入学し、3年間学んだ。1944年（昭和19年）に故郷に戻って母校の頭社公学校で代用教員として教鞭を執り、同郷の陳合と結婚した。1945年（昭和20年/民国34年）の台湾光復後も、頭社国民小学の代用教員として勤務し続けた。1946年（民国35年）に国立台湾大学政治学系に入学し、1951年（民国40年）に卒業した。
同年に台湾省公務人員高等考試を受験し、合格した。その後台南市政府税捐処に検査官として配属され、同年に南投県政府民政局に異動して科員を務めた。1953年（民国42年）に同局の局長に昇進し、1962年（民国51年）に南投県政府秘書に就任した。1964年（民国52年）には台湾省政府秘書処秘書と中国国民党（国民党）雲林県党部主任委員に就任した。

### 南投県長
1966年（民国55年）11月6日、南投県長の楊昭璧が死去し、林洋港が後任として1967年（民国56年）2月1日に県長・国民党南投県党部主任委員・中国青年救国団南投県団委会主任委員に就任した。1968年（民国57年）、国民党の推薦を得て県長選挙に立候補し、県政府内での人望を武器に、対立候補の簡秋桐を破って再選された。任期中、県政府および銀行の移転を推進した。

### 国政への進出

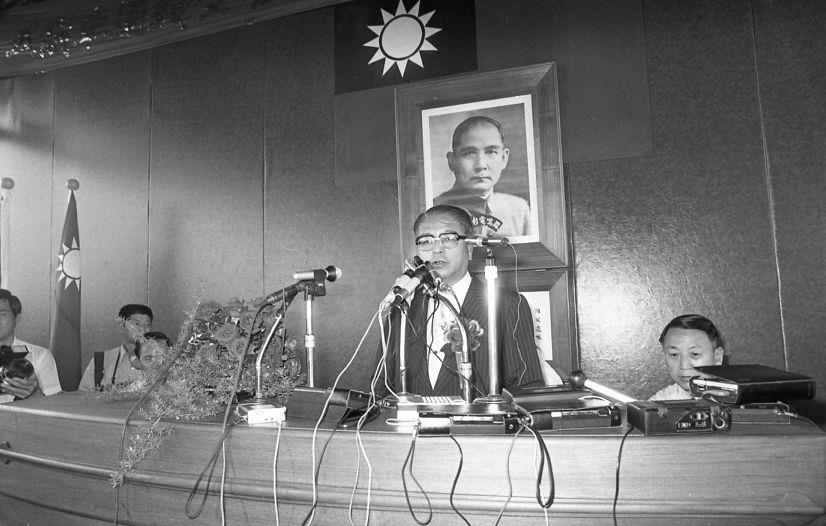
西部幹線鉄道の電化式典で祝辞を述べる林洋港（1979年）

1972年（民国61年）に蔣経国が行政院長に就任すると、台湾本省人の若いエリートたちを政界に多く登用する催台青政策が開始された。林洋港もこの政策で登用されたエリートの1人であり、蔣経国政権下で台北市長、台湾省政府主席、内政部長、司法院長などを歴任した。
2018年（民国107年）に公表された資料によると、李煥（元行政院長・国民党秘書長）は生前、林洋港は李登輝をも退けて蔣経国の後継者となる可能性を秘めていたが、以下の4つの要因のために蔣経国の不満を招き、政治生命を絶たれたと語っていた。
- 政治家を何人も輩出した大家族の出身であるため、林洋港が頂点の座に就くとその一族が権力を牛耳るのではないかと恐れられた。
- 台湾省政府主席在任中、農田水利会（中国語版）総幹事の選出方法を官選から公選に変更した。これは農民層の権力に大きな影響を与える重要な職だが、公選になったことによって政府の統制を受けなくなり、蔣経国の不満を招いた。
- 台湾省政府主席在任中、十分な意思疎通を経ずに新竹市と嘉義市を県轄市から省轄市に昇格させて財政配分を変更することを計画し、官界のトラブルの原因となった。行政院長の孫運璿は撤回を要求したが林洋港は拒否し、批判を避けるために2市の昇格が実行される前に省政府主席を辞職した。この出来事を受けて蔣経国は、林洋港は制御しづらく、なおかつ物事をスムーズに実行する能力が無いという印象を抱いた。
- 内政部長在任中、慎重さを欠く発言が目立った。立法委員に向かって「鉄窓産業は3か月以内に不況になるだろう」と公言して治安を回復させることを表明したが実現させることができず、国民からの信用を損ねた。

林洋港が台湾省政府主席に就任した直後の1978年（民国67年）6月27日、蔣経国は日記に「林洋港の評判は気まぐれであり、警戒しなければならない」と記している。7月29日には「彼は功名心が強いだけで実際に大事を成し遂げる能力はなく、反って害をもたらす可能性があるので、警戒しなければならない」と記している。8月12日には「林洋港は才能はあるが人柄に問題があるので、肝心な時に状況を把握できないのではないだろうか。もっと注意を払い、より頻繁に考査する必要がある」と記している。蔣経国日記の研究をしている黄清竜は、この時点で既に蔣経国は林洋港を見限っており、指導者への道を進ませなかったと考えている。1984年（民国73年）に蔣経国は台湾省政府主席の李登輝を副総統に指名すると同時に林洋港を内政部長から行政院副院長に転任させたが、実質的には左遷であったと考えられている。
1987年（民国76年）、司法院長に就任した際、台湾の司法に対する国民の不信感を前に、記者会見で「司法は女王の貞操のようなものであり、疑う余地がない」と発言し、台湾の司法の公正で誠実な印象を維持するよう職員を激励した。

### 1990年総統選挙
1988年（民国77年）1月13日に蔣経国が死去し、副総統の李登輝が総統に昇格して残りの任期を務めた。任期が満了する1990年（民国79年）、同年3月に行われる総統選挙の国民党推薦候補の選考が行われた際、副総統候補には行政院長の李煥が予想されていたが、李登輝は総統府秘書長の李元簇を副総統候補に指名する方針を表明した。権力基盤がなく発言力が弱い李元簇の擁立に、李煥や郝柏村などの反李登輝派（非主流派）は強く反発した。反李登輝派は、2月11日に開催される、党推薦の正副総統候補を決定する臨時中央委員会全体会議での投票方式を「起立方式」から「無記名投票方式」に変更した上で李登輝による選任案を覆し、林洋港と陳履安を正副総統候補に擁立することを計画した。しかし、当日に行われた会議では僅差で「起立方式」での投票が決定されて李登輝による選任案が通過し、この目論みは失敗に終わった。ここで党内の対立が明白となり、李登輝派が「主流派」、反李登輝派が「非主流派」と呼ばれるようになった。
3月上旬、滕傑ら一部の国民大会代表が李登輝に対抗して林洋港と蔣緯国（蔣経国の弟）を擁立するために署名運動を展開した。3月4日には「林洋港・蔣緯国参選誓師大会」が結成され、民主進歩党（民進党）を「暴徒」、李登輝を「共産党員」であると非難する宣伝を行った。この動きを受けて林洋港と蔣緯国は「擁立されることを拒否はしないが、自ら進んで選挙運動を行う事はない」という曖昧な態度をとった。国民党内の非主流派議員連盟である新国民党連線も林洋港・蔣緯国擁立の支持を表明し、党内の対立が激化した。しかし、形勢が主流派に有利となったため、「八大老」と呼ばれる党内元老の調停によって3月9日に林洋港は不出馬を表明し、蔣緯国も「林洋港と同じく撤退する」と表明した。

### 1996年総統選挙
1993年（民国82年）、次回の1996年総統選挙への出馬を表明し、1994年（民国83年）9月1日に司法院長を辞任した。
1996年総統選挙は中華民国史上初の直接総統選挙であり、国民党は李登輝と連戦を公認の正副総統候補とした。総統選挙出馬のために国民党を離党した林洋港は同じく離党した陳履安とペアを組んで第三勢力の糾合を目指したが失敗し、郝柏村を副総統候補に据え、新党の支持を受けて無所属で出馬した。陳履安は王清峰とペアを組んで無所属で出馬した。林洋港・郝柏村ペアは4組中3位となる得票率14.90％を獲得して落選し、李登輝・連戦ペアが当選した。
選挙後、林洋港は政界を引退して台中に移住した。

### 死去
2013年（民国102年）3月下旬に腸閉塞症のため国軍台中総医院に入院したが病状は改善せず、4月13日夜に危篤となったため治療を中止して家族が北屯区大坑の自宅に連れ帰り、約1時間後に死去した。86歳没。
5月25日に市内の東山高級中学大礼堂で行われた告別式では国旗と国民党旗で棺が覆われ、馬英九総統から褒揚令（表彰）が贈られた。その後、南投県草屯鎮の佳佳花園公墓に埋葬された。

## 栄典
- 中華民国： 一等卿雲勲章（中国語版）（1994年8月30日）[24]

## 選挙記録
| 年度 | 選挙                  | 所属政党 | 得票数    | 得票率 | 当選 |
| ---- | --------------------- | -------- | --------- | ------ | ---- |
| 1996 | 第9期総統・副総統選挙 | 無所属   | 1,603,790 | 14.90% |      |

## 関連作品

### 映画
- 『幻術（中国語版）』（2019年）- 演：劉爾金（中国語版）